# Aurelius Argivus

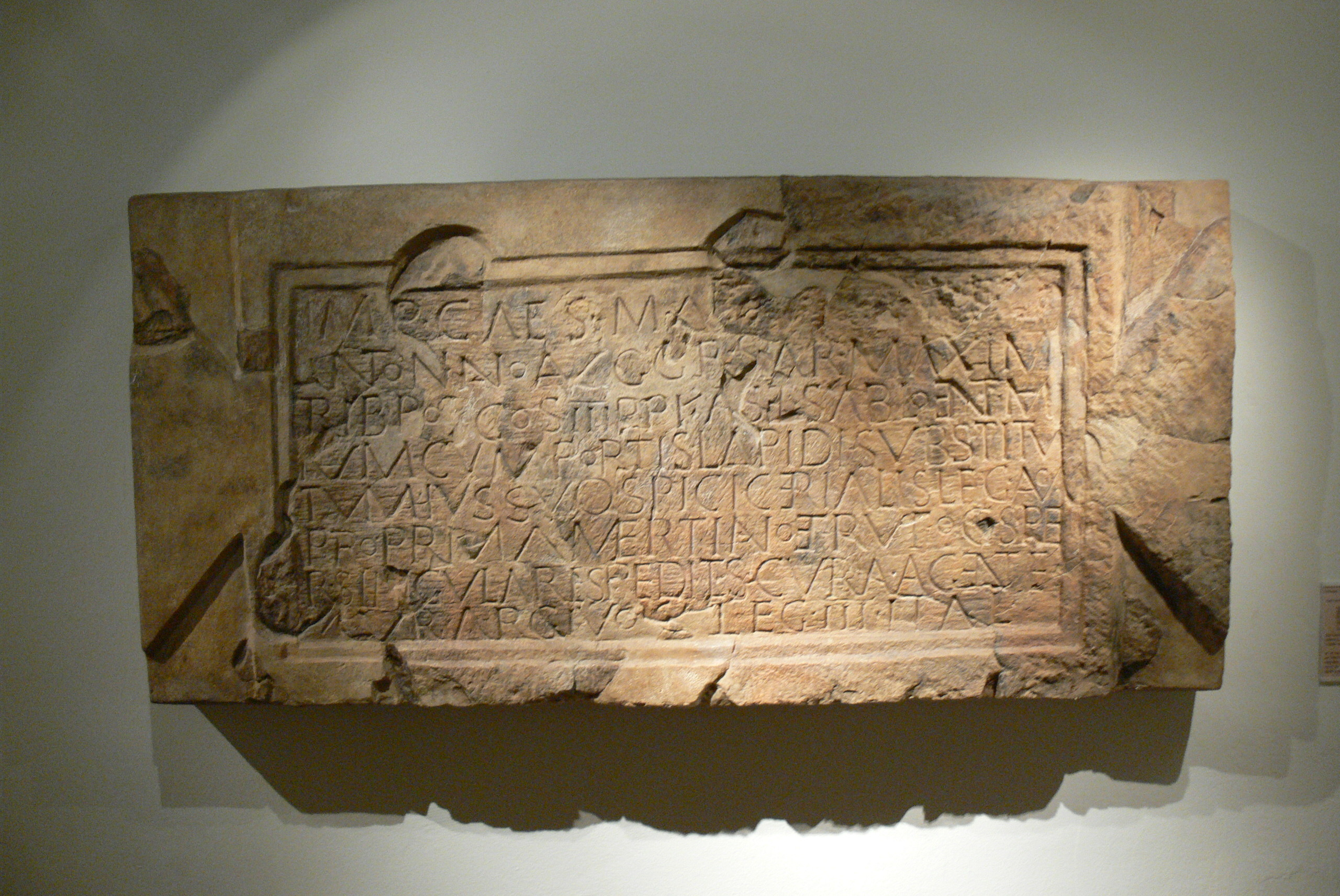
Die Inschrift.

Aurelius Argivus (sein Praenomen ist nicht bekannt) war ein im 2. Jahrhundert n. Chr. lebender Angehöriger der römischen Armee.
Durch eine Inschrift, die beim Kastell Ellingen (lateinisch Sablonetum) gefunden wurde, ist belegt, dass Argivus Centurio in der Legio III Italica war, die ihr Hauptlager in Castra Regina in der Provinz Raetia hatte.
Aus der Inschrift geht darüber hinaus hervor, dass Argivus die Aufsicht über Fußsoldaten aus der Garde des Statthalters (singulares pedites) ausübte, die auf Befehl des Statthalters Quintus Spicius Cerialis Bauarbeiten beim Kastell ausführten, bei denen die bestehenden Wälle und die Tore durch Bauten aus Stein ersetzt wurden (murum cum portis lapidibus substitutum).

## Datierung
Die Inschrift wird bei der Epigraphik-Datenbank Clauss-Slaby und bei der Epigraphischen Datenbank Heidelberg auf 182 datiert.